# (73928) 1997 NK2
(73928) 1997 NK2 – planetoida z pasa głównego asteroid okrążająca Słońce w ciągu 4,66 lat w średniej odległości 2,79 j.a. Odkryta 3 lipca 1997 roku.